# 月斑蝴蝶魚
月斑蝴蝶魚（学名：Chaetodon lunula），又稱新月蝴蝶魚，俗名月眉蝶、月鯛，為輻鰭魚綱鱸形目蝴蝶魚科的其中一種。

## 分布
本魚分布於印度太平洋區，包括東非、紅海、波斯灣、馬爾地夫、葛摩、模里西斯、塞席爾群島、斯里蘭卡、馬來西亞、泰國、菲律賓、印尼、中國南海、東海、日本、台灣、越南、新幾內亞、所羅門群島、澳洲、馬里亞納群島、馬紹爾群島、密克羅尼西亞、帛琉、諾魯、斐濟群島、夏威夷群島、法屬波里尼西亞、復活節島、加拉巴哥群島、東加、吉里巴斯、吐瓦魯、萬納杜、薩摩亞群島、厄瓜多、墨西哥等海域。

## 深度
水深1至30公尺。

## 特徵
本魚體色以黃色為底，具黑色眼帶，在肩部處有一彎如新月的黑斑。月形斑達背鰭處後變細沿背鰭基底到尾柄和尾柄上黑斑相連接。體側有許多褐色斜紋，在越近背鰭處體色越暗。尾鰭上有一黑色橫帶。幼魚在背鰭軟條部上，有圓形斑，長大則消失。鰭硬棘12至13枚、軟條24至26枚；臀鰭硬棘3枚、軟條18至20枚。體長可達25公分。

## 生態
本魚為分布最淺的種類，常可在潮池見到。幼魚在較淺的珊瑚礁平台或潮池出現，成魚則偶會出現在亞潮帶。是唯一的夜行性蝶魚。以裸鰓類、管蟲和其他底棲無脊椎動物為食。偶爾也吃珊瑚蟲和藻類。

## 經濟利用
為高價值的觀賞性魚類，不供食用。